# Jay Anthony Vaquer
Jay Anthony Vaquer (Morgantown, Virgínia Ocidental, 02 de março de 1948), nascido Gay Anthony Vaquer, é um músico e guitarrista norte-americano radicado no Brasil, mais conhecido por ser ex-cunhado e por trabalhar ao lado de Raul Seixas. Além disso, também é conhecido por ser pai do músico brasileiro Jay Vaquer.

## Biografia
Nascido Gay Anthony Vaquer (mais tarde ele mudaria seu nome para Jay Anthony Vaquer), em Morgantown, Virgínia Ocidental, nos Estados Unidos, Jay é filho de um militar norte-americano e de mãe brasileira, natural do estado do Pará. Começou a tocar guitarra na Alemanha, onde o pai servia o Exército. Suas primeiras bandas foram The Bitter End e Mary`s Grave.
Em 1969 casou-se com a cantora brasileira Jane Duboc, que tinha ido para a América do Norte. Eles tiveram um filho, o músico brasileiro Jay Vaquer.

## Carreira
Com a banda "Fane", que mais tarde passou a se chamar "Fein" (que tocava covers de Jimi Hendrix, Cream e Led Zeppelin), Jay veio ao Brasil (buscando escapar de uma providencial convocação para a Guerra do Vietnã) para curtir e tocar em Belém e no Rio de Janeiro, bancados pelo sogro de Jay. A banda Fein foi o primeiro conjunto de metal pesado no Brasil: Jay usava um amplificador Marshall com 200 watts e duas caixas de som, com a guitarra Gibson Les Paul e Fender Stratocaster, e o baterista Bill French usava duas caixas de bombo.
No início da década de 1970, juntamente com sua esposa Jane Duboc e com Bill French formou o "Trio Rio", uma banda que tocava Música Brasileira nos EUA.
Numa visita a Teresópolis, o músico conheceu Raul Seixas, então produtor da gravadora CBS. Os dois se entenderam bem e Raul convidou a banda Fein para assinar um contrato e gravar o Compacto Simples "Pollution / Stonedage". O compacto foi censurado pelas autoridades brasileiras, mas os dois músicos continuaram a parceria: Jay passou a tocar sua guitarra, percussão e até backing-vocal nas gravações da CBS.
Em 1972, juntamente com a banda Fein, acompanhou Raulzito em "Let me Sing, Let me Sing", no Festival Internacional da Canção.
Assim, quando Raul finalmente lançou-se em carreira solo, Jay estava ao seu lado.
Foi Jay quem deu as primeiras caras sonoras as canções de Raul, chegada a soul e folk, como em "Al Capone", por exemplo.
Tocou com Raul de 1970 a 1978 e chegou, com o amigo, a se envolver num projeto malsucedido de road movie, em 1976, O triângulo do diabo.
Em 1973, assinou com a gravadora RCA e registrou um disco de free jazz intitulado "The Morning of The Musicians", com Jane Duboc (na época creditada como Jane Vaquer), Luis Eça (piano), Bill French (baterias) e Novelli (baixo).
EM 1974, retornou aos EUA para completar a graduação em cinema. Por isso, não participa das gravações de Gitã. Retornou apenas em "Há 10 mil anos atrás", arranjando e compondo.
Ainda na década de 1970, ele criou uma agência de publicidade chamada "Vaquer Productions", após aprender a usar equipamentos de cinema. Em 1975, ele ganhou um Gold Award por um comercial de televisão, que contou com Jane cantando.
Em 1995, o livro O Triangulo do Diabo / Opus 666, que conta sobre a vida de Raul Seixas, é lançado. O livro foi muito elogiado pelo editor Martin Claret que antes já havia publicado três livros sobre o Raulzito.

## Livros
1995 - O Triangulo do Diabo - Opus 666

## Discografia

### Solo
Como Gay Vaquer
- 1973 - The Morning of The Musicians (LP)[9][10]
- Relembrando Raulzito[6]

Com a banda "Gay Vaquer E Seus Fieis"
1976 - Sem Seu Amor / Disco Pode Ser Cultura (Single)

### Com Outros Artistas
Com Jane Vaquer
- 1971 - Pollution / Stonedage (Compacto Simples)[13]

Com Erlon Chaves e sua Banda Veneno
- 1973 - Erlon Chaves e sua Banda Veneno Internacional Vol.2

Com "Chico Anysio"
- 1972 - Linguinha - Trilha-sonora da novela

Com Raul Seixas
- 1973 - Krig-ha, Bandolo!
- 1973 - Os 24 Maiores Sucessos da Era do Rock
- 1974 - Gita
- 1976 - Há 10 Mil Anos Atrás
- 1977 - Raul Rock Seixas
- 1977 - O Dia em que a Terra Parou
- 1992 - O Baú do Raul
- 1997 - 20 Anos de Rock
- 1998 - Documento
- 2007 - 30 Anos de Rock

## Modelos de Guitarras Usadas
- Framus[3]
- Gibson Les Paul[3]
- Gibson 335[3]
- Gibson 345[3]
- Gibson Howard Roberts Fusion[3]
- Guild[3]
- Fender Stratocaster[3]